# Sfânta Ghenoveva
Sfânta Ghenoveva este o operă literară scrisă de Ion Luca Caragiale. 